# Gunilla Pontén
Ellen Gunilla Margareta Pontén, född 14 juni 1929 i Oscars församling i Stockholm, död 29 juni 2019 på Lidingö, var en svensk modeskapare och fotomodell.

## Biografi

### Bakgrund
Gunilla Pontén tillhörde genom sin farmor släkten Pontén från Småland. Hon var dotter till överste Birger Pontén och Ellen Nordlöf samt yngre syster till professor Jan Pontén och äldre syster till Peder Pontén och skådespelaren Tomas Pontén. Hon var även brorsdotter till ingenjör Ruben Pontén och agronomen Sigurd Pontén och kusin till skådespelaren Gunvor Pontén.

### Karriär
Gunilla Pontén studerade vid Tillskärarakademin, Femina sömnadsskola 1947–1948 och Anders Beckmans reklam- och modeskola 1948–1951. Hon var sedan anställd hos Lapidus konfektion 1955–1956, DEHÅ 1962–1964, Wahls 1964–1966, Bertil Wahl 1966–1967 och Hettemarks stilmönster. Hon hade sedan olika designuppdrag som frilans och startade eget företag år 1969. Pontén skapade teater- och filmkläder och gjorde skodesign. Hon hade konsultuppdrag, anordnade klädutställningar och konstutställningar. Hon var designer för Emilio Pucci i Italien samt hade uppdrag för veckopress. Pontén författade skrifter om design och gav ut memoarer.
Då Gunilla Pontén skulle presenteras vid hovet 1955 var tvånget att bära hovdräkt avskaffat. Men Pontén gjorde en mycket uppmärksammad entré i en okonventionell egendesignad vit sidenklänning, som i kjolen anknöt till hovdräktens gallerärmar.
1983 tilldelades hon Damernas Världs designpris Guldknappen. Hon belönades 2003 med H.M. Konungens medalj i 8:e storleken med högblått band och 2008 med KTH:s stora pris.

### Familj
Gunilla Pontén var gift första gången 1956–1960 med godsägaren Dag Palmcrantz (1930–2007); tillsammans fick de sonen Niklas Palmcrantz (född 1957). Andra gången var hon gift 1963–1970 med regissören Lars-Magnus Lindgren (1922–2004); med vilken hon fick dottern Beata Pontén (född 1963). I sitt tredje äktenskap hade hon från 1984 som make direktör Ulf Engquist (född 1938), son till konstnären Nils Engquist och Margareta, ogift Olsson. Tillsammans fick de dottern Matilda Pontén (född 1970). Gunilla Pontén fick även sonen Måns Gentele (född 1960) tillsammans med Göran Gentele.
Gunilla Pontén är begravd på Lidingö kyrkogård.

## Filmografi
Som skådespelare
- 1950 – Motorkavaljerer
- 1950 – Ung och kär
- 1951 – Hon dansade en sommar
- 1981 – Babels hus (TV-serie)

## Teater

### Kostym
| År   | Produktion                            | Upphovsmän | Regi        | Teater      |
| ---- | ------------------------------------- | ---------- | ----------- | ----------- |
| 1965 | Barfota i parken Barefoot in the Park | Neil Simon | Per Gerhard | Vasateatern |